# ヨケリ・ライトレール
ヨケリ・ライトレール（英語: Jokeri Light Rail、フィンランド語: Raide-Jokeri）は、フィンランドの首都・ヘルシンキと郊外都市のエスポーを結ぶライトレールの愛称。従来の路線バスに代わる公共交通機関として建設が行われ、2023年10月から営業運転を開始した。15号線という系統番号が付けられており、同年現在はヘルシンキ市内の路面電車（ヘルシンキ市電）などの公共交通機関と共に首都圏都市交通会社（Pääkaupunkiseudun Kaupunkiliikenne）によって運営が行われている。

## 歴史
ヨケリ・ライトレールは、ヘルシンキとエスポーの間を結ぶ路線バス系統である550号線、通称「ヨケリ線（Jokeri）」に代わる交通機関として建設された路線である。「公共交通機関への環状鉄道投資」（Joukkoliikenteen kehämäinen raideinvestointi）を略した名称が示す通り、元々ライトレールとして計画されていたが、当時の利用客の想定ではライトレールは輸送力過剰であると判断され、2003年に路線バスとして開通した経緯を持つ。だが、開通後は利用客が急増し、1日あたりの利用客数が40,000人を記録する、当時のヘルシンキ市交通局が運営する路線バスの中で最も利用客数が多い路線となった。そして、沿線を含むヘルシンキ首都圏の人口増加に伴い利用客は更に増加すると予想され、従来のバスでは対応できなくなる可能性が指摘されるようになった他、渋滞も慢性化していた事から定時制の確保も求められていた。そこで、2000年代後半以降より輸送力が高いライトレールへの転換が改めて検討されるようになり、2016年6月にヘルシンキ市、エスポー市双方でライトレールの建設案が可決された。計画に際しては、ライトレールが経由するヘルシンキ市とエスポー市が主導するクライアント組織を中心にしたアライアンスモデルが構築された。

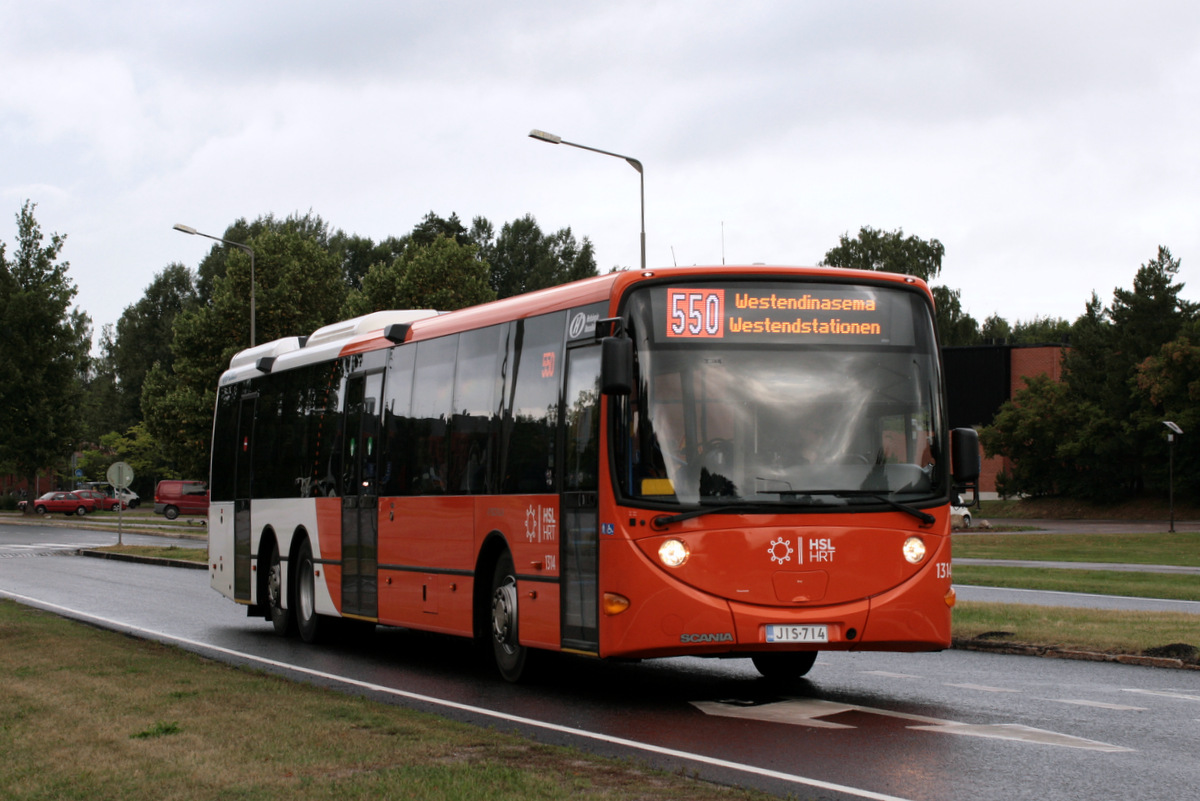
路線バスの550号線（ヨケリ線）は利用客の急増が課題となっていた（2013年撮影）

路線網の計画やコストの見積もりなどの工程が2017年から行われた後、2019年6月から線路や施設の建設が進められた。設計においてはヘルシンキ市内の路面電車（ヘルシンキ市電）との技術の互換性が重視され、軌間も既存の路面電車と同様のメーターゲージ（1,000 mm）となった。その後、2022年までに全工程を終了し、同年11月から営業用車両を用いた試運転が行われた。そして2023年10月21日からヨケリ・ライトレールの営業運転が始まった。これに伴い、従来の路線バス（550号線）は2023年末に廃止される事になっている。ライトレールの開業後の1日あたりの利用客数は、2023年時点で路線バス時代の2倍以上である91,000人（平日）を見込んでいる。

建設中のライトレール
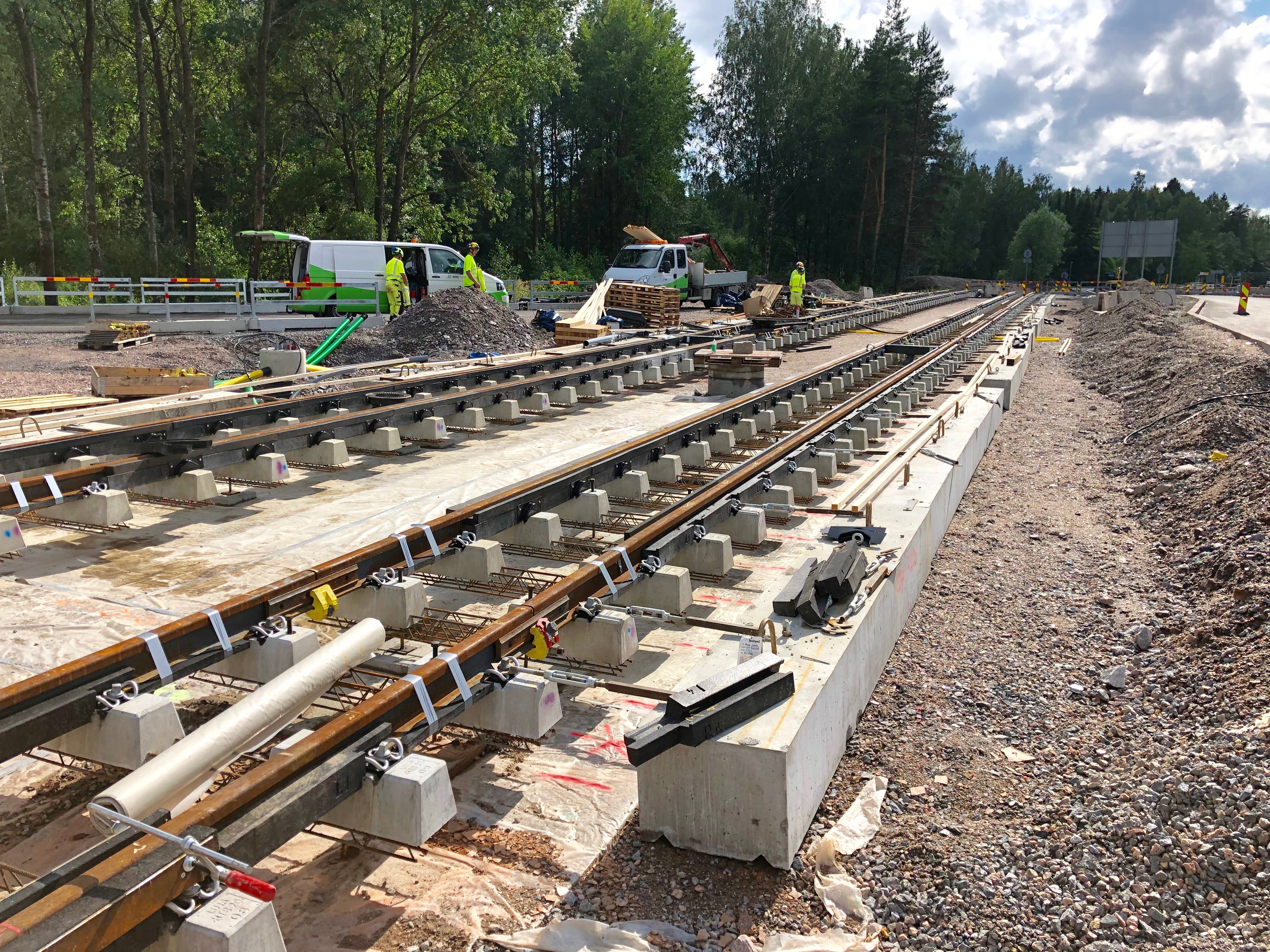
2020年撮影
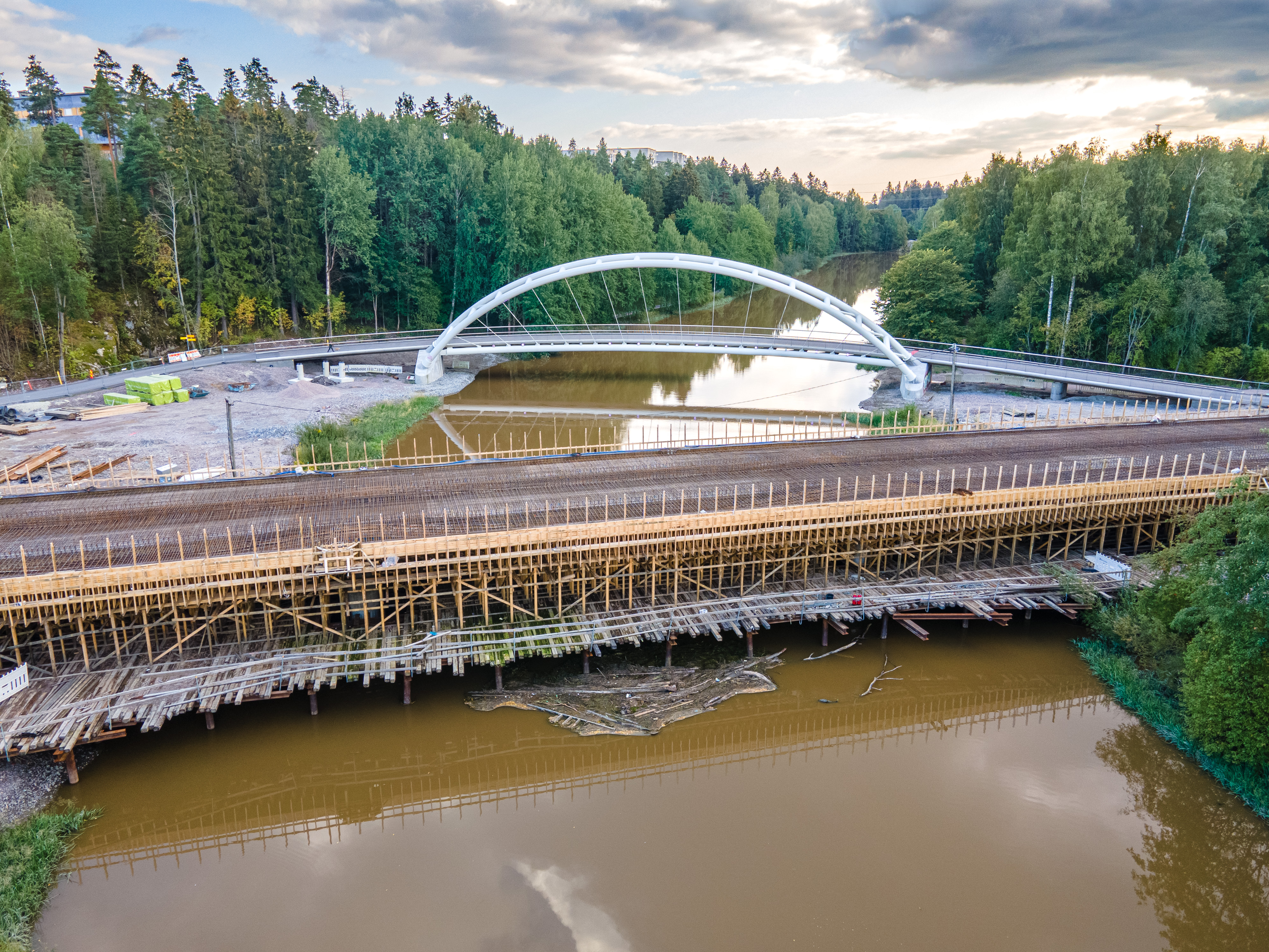
2021年撮影
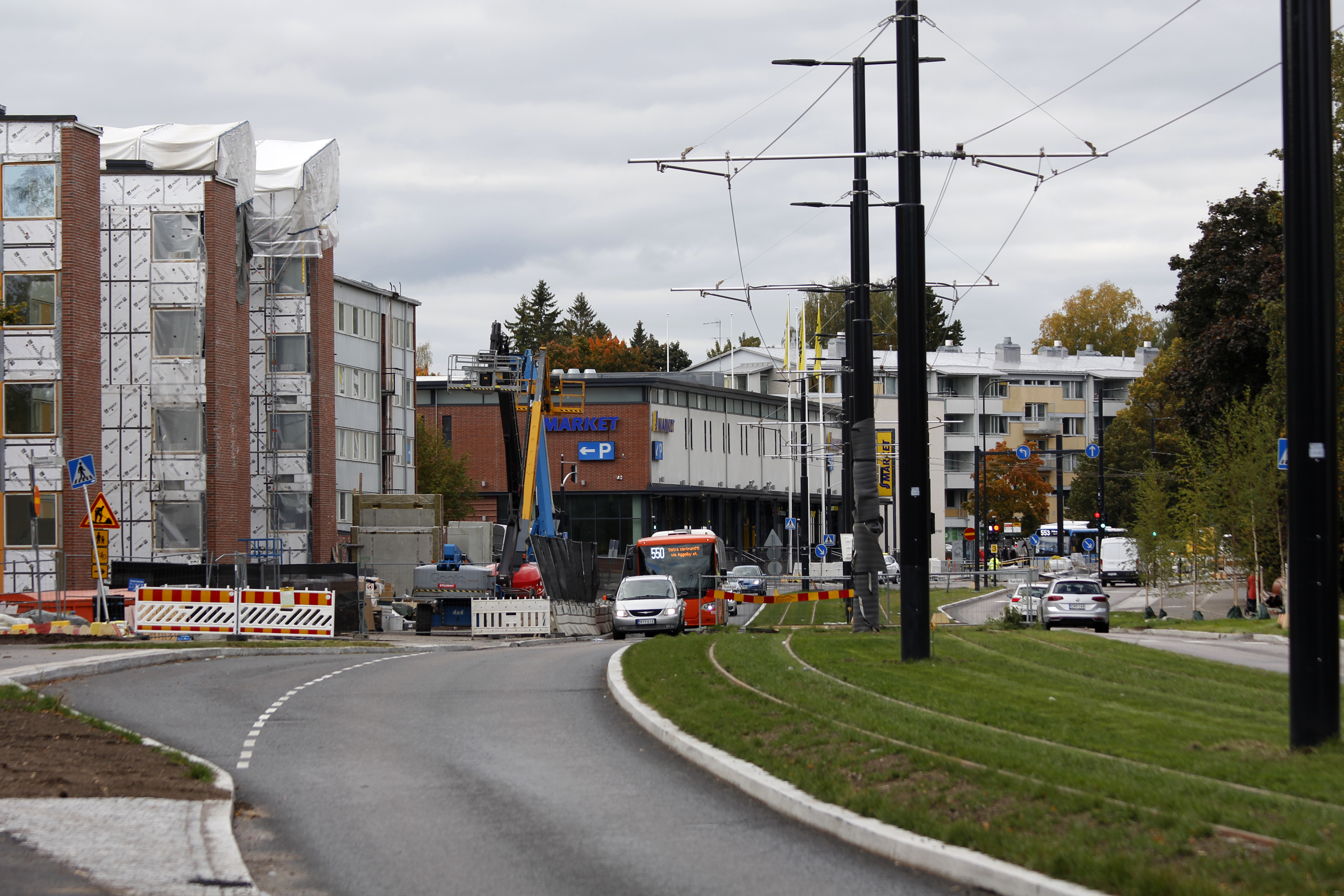
2022年撮影
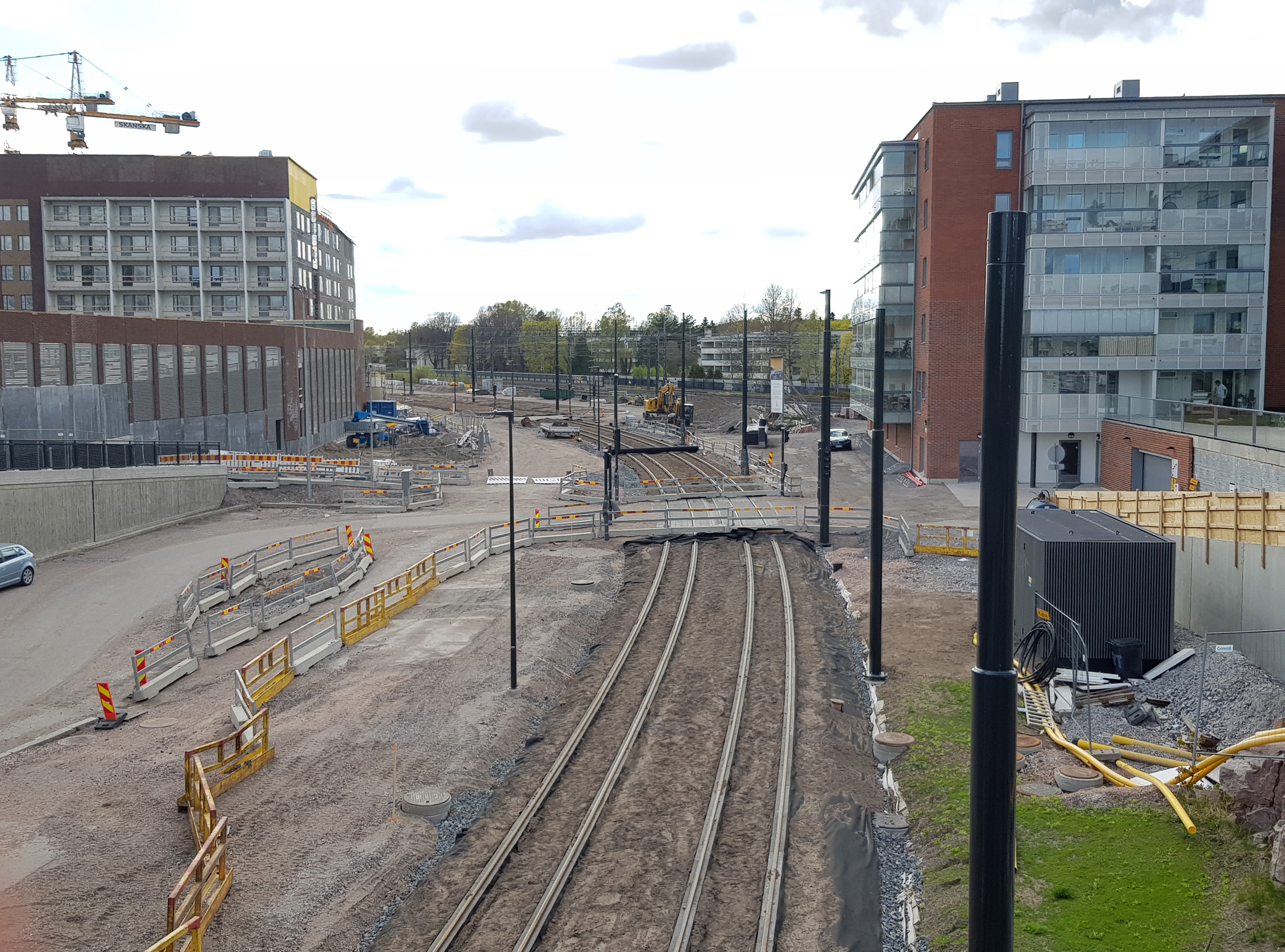
2022年撮影

## 路線

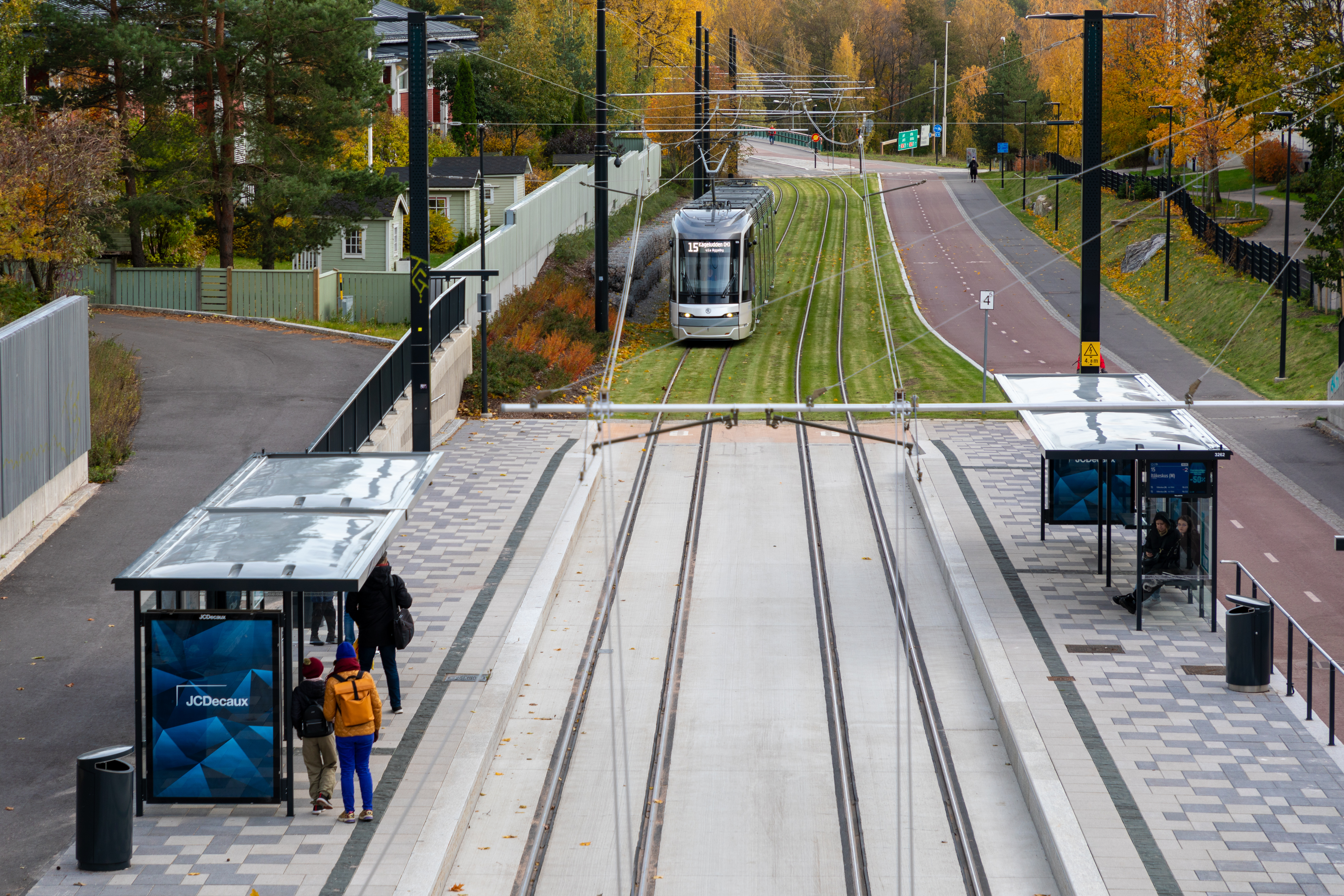
開通初日のヨケリ・ライトレール（2023年10月21日撮影）

ヨケリ・ライトレールの全長は約25 kmで、その中で3.9 kmは併用軌道となっており、うち1.9 kmは一般道、2.0 kmはバスやタクシーのみ走行可能な専用道の上に敷設されている。また、16 kmはヘルシンキ市内、9 kmはエスポー市内を走行する。電停の数は以下の通り34箇所に設置されており、22箇所がヘルシンキ市内、12箇所がエスポー市内に存在する。全区間の所要時間は約60分である。両終着駅を始め複数の駅で地下鉄や近郊列車、路線バスとの接続が行われているが、既存の路面電車と接続する電停は2023年時点で存在しない。車庫はロイフペルト（Roihupelto）にある地下鉄の車庫沿いに設けられている。
| 電停名                 | 接続軌道交通 | 備考・参考 |
| ---------------------- | ------------ | ---------- |
| Itäkeskus M            | 地下鉄       |            |
| Roihupelto             |              |            |
| Kauppamyllyntie        |              |            |
| Karhunkaataja          |              |            |
| Latokartano            |              |            |
| Viikin tiedepuisto     |              |            |
| Viikinmäki             |              |            |
| Veräjämäki             |              |            |
| Oulunkylän asema       | 近郊列車     |            |
| Mäkitorpantie          |              |            |
| Teininpuisto           |              |            |
| Kustaankartano         |              |            |
| Maunula                |              |            |
| Pirjontie              |              |            |
| Pirkkola               |              |            |
| Hämeenlinnanväylä      |              |            |
| Ilkantie               |              |            |
| Huopalahden asema      | 近郊列車     |            |
| Vihdintie              |              |            |
| Kutomotie              |              |            |
| Takomotie              |              |            |
| Talin siirtolapuutarha |              |            |
| Ravitie                |              |            |
| Vermo                  |              |            |
| Perkkaa                |              |            |
| Leppävaaran asema      | 近郊列車     |            |
| Säteri                 |              |            |
| Linnoitustie           |              |            |
| Laajalahti             |              |            |
| Lahdenpohja            |              |            |
| Maari                  |              |            |
| Aalto-yliopisto M      | 地下鉄       |            |
| Otaranta               |              |            |
| Keilaniemi M           | 地下鉄       |            |

## 車両

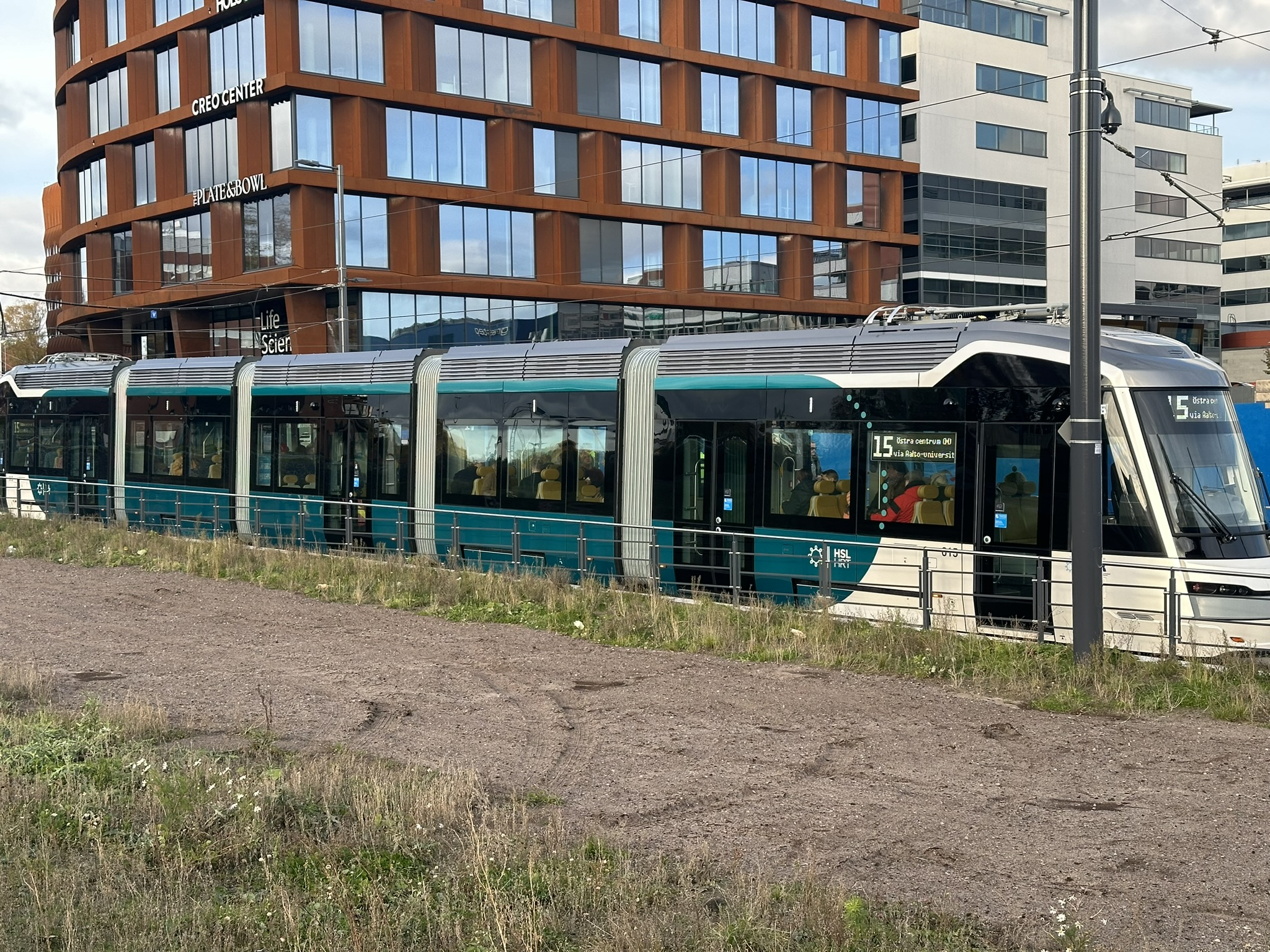
アーティック X54（2023年撮影）

ヨケリ・ライトレールで使用される車両は、チェコのシュコダ・トランスポーテーションが展開する路面電車車両のアーティック X54（Artic X54）である。アーティックはシュコダに買収されたフィンランドの鉄道車両メーカーであるトランステックが開発した超低床電車で、そのうちヨケリ・ライトレール向けの車両（X54）は両運転台の5車体連接車である。2016年に発注が行われた後、2021年からフィンランドへの納入が始まっており、2024年までに合計29両（601 - 629）が導入される予定となっている。また、これらの車両は将来的な編成の延長を見据えた設計になっている。主要諸元は以下の通り。

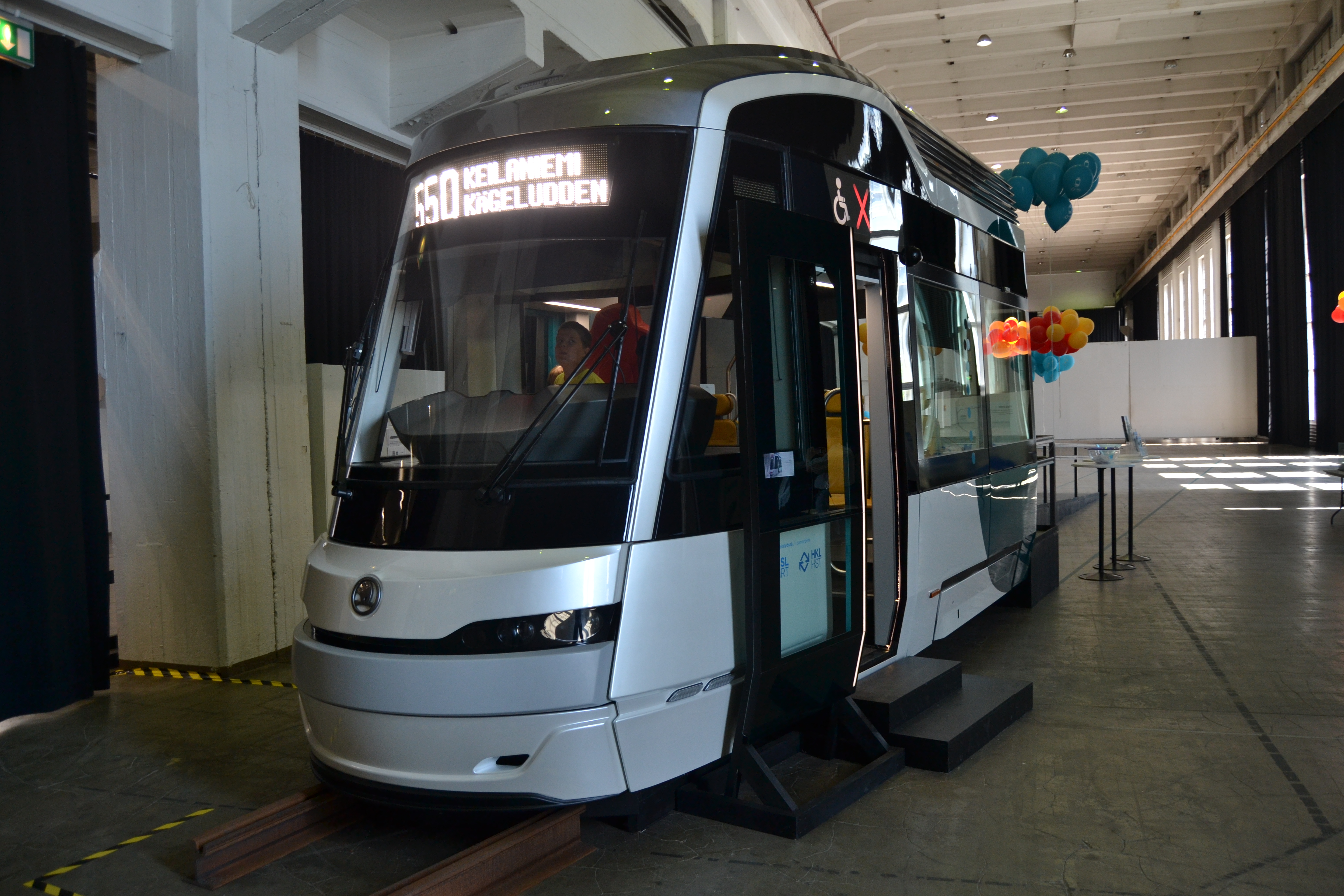
前面のモックアップ
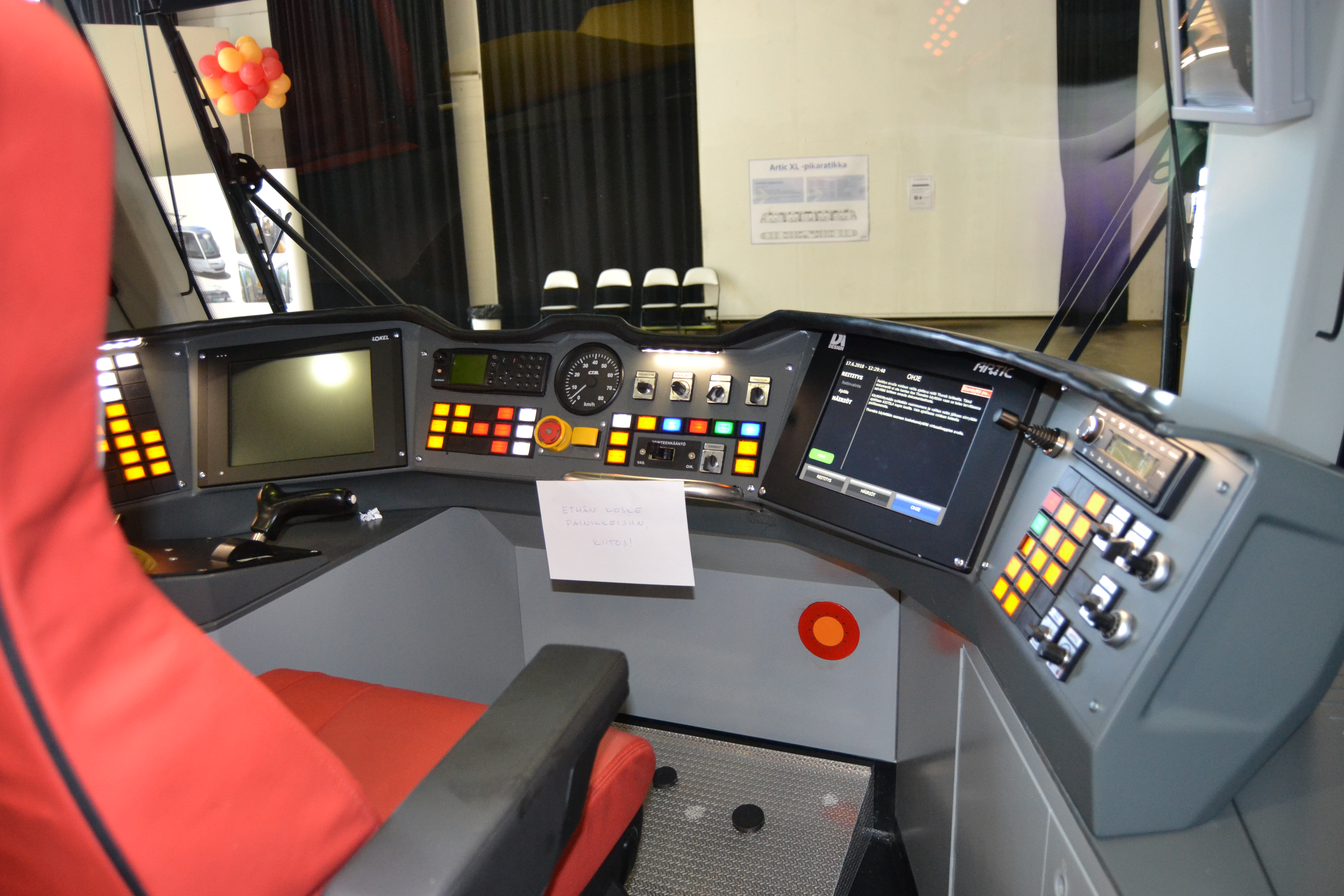
運転台（モックアップ）
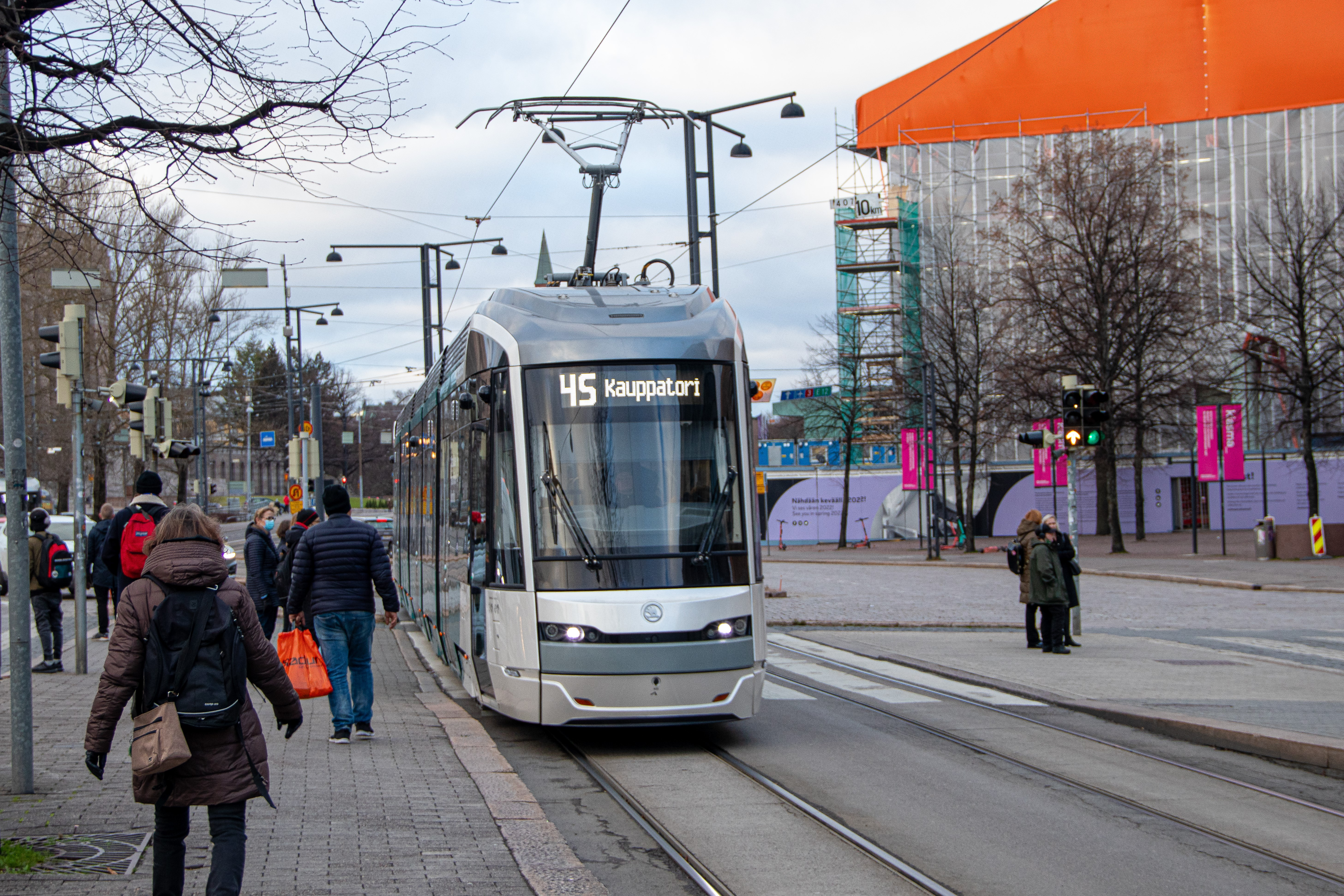
ヨケリ・ライトレール開通前はヘルシンキ市電の路線を用いた試験的な営業運転が行われた（2021年撮影）

| 車種名           | 製造開始年 | 総数             | 軌間    | 編成        | 運転台   | 対応電圧 | 参考                                  |
| ---------------- | ---------- | ---------------- | ------- | ----------- | -------- | -------- | ------------------------------------- |
| アーティック X54 | 2021       | 29両 (601 - 629) | 1,000mm | 5車体連接車 | 両運転台 | 直流750V | [ 2 ] [ 3 ] [ 4 ] [ 6 ] [ 15 ] [ 16 ] |
| アーティック X54 | 2021       | 全長             | 全幅    | 全高        | 低床率   | 空車重量 | [ 2 ] [ 3 ] [ 4 ] [ 6 ] [ 15 ] [ 16 ] |
| アーティック X54 | 2021       | 34,500mm         | 2,420mm | 4,000mm     | 100%     | 58.5t    | [ 2 ] [ 3 ] [ 4 ] [ 6 ] [ 15 ] [ 16 ] |
| アーティック X54 | 2021       | 最高速度         | 定員    | 定員        | 出力     | 出力     | [ 2 ] [ 3 ] [ 4 ] [ 6 ] [ 15 ] [ 16 ] |
| アーティック X54 | 2021       | 最高速度         | 着席    | 立席        | 主電動機 | 車両     | [ 2 ] [ 3 ] [ 4 ] [ 6 ] [ 15 ] [ 16 ] |
| アーティック X54 | 2021       | 80km/h           | 78人    | 136人       | 105kw    | 840kw    | [ 2 ] [ 3 ] [ 4 ] [ 6 ] [ 15 ] [ 16 ] |
| 脚注             | 1.         | 1.               | 1.      | 1.          | 1.       | 1.       | 1.                                    |